# Żerdeli
Żerdeli (ukr. Жерделі) – wieś na Ukrainie, w obwodzie żytomierskim, w rejonie berdyczowskim, w hromadzie Andruszówka, nad Hujwą. W 2001 roku liczyła 99 mieszkańców.